# Kåre Bremer
Kåre Bremer, född 17 januari 1948 på Lidingö, är en svensk botanist och akademisk ledare. Han har tidigare även varit rektor vid Stockholms universitet.

## Akademisk karriär
Bremer disputerade vid Stockholms universitet 1976 och är filosofie doktor i botanik. Under perioden 1972–1975 arbetade han tidvis som lektor och forskarassistent vid Institutionen för botanik, innan han 1976–1980 fick en heltidstjänst. Han blev docentbehörig vid samma lärosäte 1979. År 1980 tillträdde Bremer som förste intendent vid Naturhistoriska riksmuseet i Stockholm, avdelningen för fanerogambotanik. Under en period 1985–1986 var han även Research Associate and B. A. Krukoff Curator of African Botany vid Missouri Botanical Garden. 
Efter tiden vid Naturhistoriska installerades Bremer som professor i systematisk botanik vid Uppsala universitet 1989, där han även kom att verka som prefekt för institutionen för systematisk botanik 1992–1999 och dekanus för biologi 1993–1999. Åren 2001–2004 var Bremer huvudsekreterare för naturvetenskap och teknikvetenskap vid Vetenskapsrådet (VR). I januari 2004 lämnade han Uppsala universitet för att låta sig installeras som rektor vid Stockholms universitet 1 februari samma år.

## Hedersuppdrag, familj, kuriosa
Bremer innehar uppdrag som styrelseledamot i Knut och Alice Wallenbergs stiftelse, Sveriges universitets- och högskoleförbund (SUHF) och är ledamot i Kungliga Vetenskapsakademien (KVA) och Kungliga Vetenskaps-Societeten i Uppsala. Sedan 1998 är han också Foreign Member of the Linnean Society of London. Han är gift med professor Birgitta Bremer och har två barn. Två växter bär hans namn, nämligen den sydafrikanska Athanasia bremeri och den etiopiska Pseudoblepharispermum bremeri.
I juni 2006 förlänades han Konungens medalj i 12:e storleken i serafimerordens band.